# Sinularia ceramensis
Sinularia ceramensis är en korallart som beskrevs av Verseveldt 1977. Sinularia ceramensis ingår i släktet Sinularia och familjen läderkoraller. Inga underarter finns listade i Catalogue of Life.